# Ceyx lepidus
Ceyx lepidus е вид птица от семейство Alcedinidae.

## Разпространение
Видът е разпространен в Индонезия.